# Tiroteo en la cubanada del cercado de Lima de 2025
El tiroteo en la cubanada ocurrió el 16 de febrero de 2025 en el distrito de Lima, en el centro-oeste del Perú. El suceso dejo tres muertos y seis heridos.

## Antecedentes
El cercado de Lima, que es el corazón de la Lima metropolitana no se encuentra dentro de las políticas de declaratoria de Estado de emergencia decretado por el gobierno de la presidenta Dina Boluarte.

## Desarrollo
El 28 de diciembre en horas de la noche en la calle Monsefú, ubicada entre el pasaje 1 de mayo y el jirón Mariátegui, se desarrollaba una cubanada, una fiesta nocturna con temática propia de la cultura cubana contemporánea, en la actividad se encontraban más de cien asistentes. Los atacantes llegaron aproximadamente a las 3:00 a.m. (hora peruana) e iniciaron el ataque aprovechando el alto volumen de la música.
Algunas viviendas aledañas resultaron afectadas por el impacto de balas perdidas.

## Hechos posteriores
La Policía Nacional del Perú (PNP) informó que los heridos fueron transportados por los mismos asistentes, entre las víctimas mortales había un menor de catorce años, junto a un hombre de 18 años y una mujer. En el lugar del ataque se encontraron veinte casquillos de bala, y de acuerdo a las primeras teorías de la PNP se trataría de un ajuste de cuentas.
| Los nombres de heridos y occisos. |
| --- |
| Occisos: Marcelo Bejarano Ormeño de 18 años, Wendy Estupiñán Ormeño de 27 años y Kevin A. F. de 14 años, quienes fallecieron por recibir disparos en la cabeza. |
| Heridos: Jenifer Cruz Huaylla de 23 años, Evelyn Sulca Pérez de 35 años, Lorena León Ochochoque de 27 años y Luis León Ramos de 22 años, todos ellos fueron trasladados al Hospital Nacional Arzobispo Loayza en calidad de delicados, mientras que Leslie Sulca Pérez de 28 años y César Pizarro Molina de 23 años fueron llevados al Hospital Nacional Guillermo Almenara Irigoyen. |

## Investigaciones
La PNP afirmó que el ataque fue ordenado por el prontuariado Miguel Ángel Marín Mazzetti, quién opera bajo el seudónimo de "Tito" y que se encuentra recluido en el penal de Huaral; por otro lado el ataque fue desarrollado por "Sony" y "Brayan", siendo el primero el que manejaba la moto y el segundo el que realizó los disparos contra los presentes. Sony y Brayan fueron capturados el 11 de mayo del mismo año, y que pertenecían a la banda de Tito.
Tito también estaría involucrado en un ataque de finales de 2024 de tintes xenofóbicos contra inmigrantes venezolanos.